# Katzvey
Katzvey ist ein Stadtteil von Mechernich im nordrhein-westfälischen Kreis Euskirchen.

## Lage
Das Dorf liegt im Osten Mechernichs im Tal des Veybachs. Unmittelbar im Westen angrenzend liegt der Hochwildpark Rheinland.

## Geschichte
In Katzvey sind noch Reste der römischen Wasserleitung zu sehen, die aus der Eifel nach Köln führte. Im Spätmittelalter gab es im Ort eine Burg.

## Verkehr
Das Dorf liegt an der Landesstraße 61 zwischen Satzvey und Mechernich. Durch den Ort verläuft die Eifelstrecke, eine nicht elektrifizierte Eisenbahnhauptstrecke.
Die VRS-Buslinie 809 der RVK verbindet den Ort mit Antweiler, Satzvey und Mechernich. Die Fahrten verkehren als TaxiBusPlus im Bedarfsverkehr. Zusätzlich verkehren einzelne Fahrten der auf die Schülerbeförderung ausgerichteten Linien 868 und 893.
| Linie | Betreiber | Verlauf |
| ----- | --------- | --- |
| 809   | RVK       | MiKE (außer im Schülerverkehr): (Euskirchen – Billig – Kreuzweingarten) Antweiler – Wachendorf – Lessenich – Rißdorf – Lessenich – Satzvey Bf – Katzvey – (Kommern-Süd – Kommern –) Mechernich Stiftsweg – Mechernich Bf |
| 868   | Schäfer   | Satzvey – Obergartzem – Firmenich – (Kommern – Katzvey) / (Schaven – Gehn) – Mechernich Bf → Mechernich Feytal |
| 893   | Schäfer   | Kommern – Kommern-Süd – Katzvey – (Burgfey –) Mechernich Stiftsweg → Mechernich Bf (→ Roggendorf → Denrath → Strempt → Mechernich Bf)                                                                                    |

## Kultur und Sehenswürdigkeiten

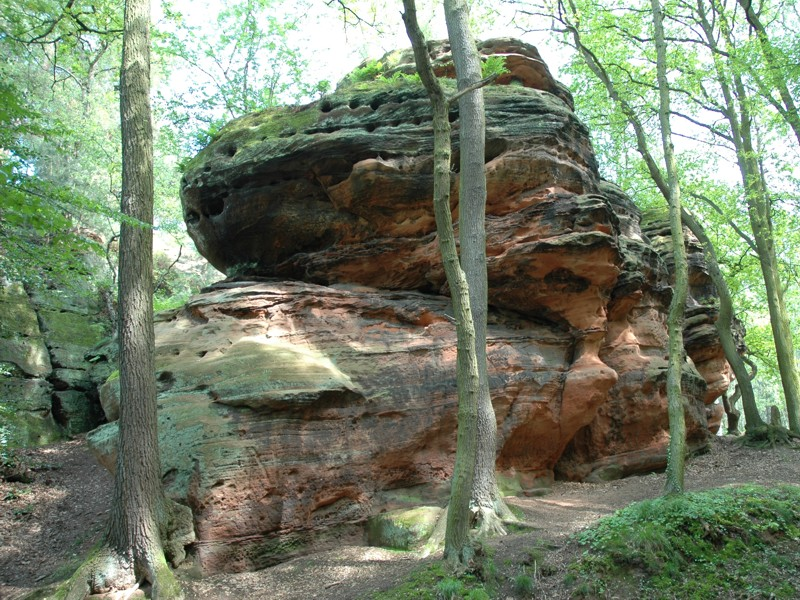
Katzensteine

- Im Mechernicher Wald nordöstlich von Katzvey liegen die Katzensteine, eine markante Felsformation aus Buntsandstein-Naturfelsen. In römischer Zeit dienten die Felsen als Steinbruch. (Lage→)
- Im Süden der Ortslage befindet sich das Haus Hombusch (Lage→). Das Gebäude wurde als Feriensitz vom Kölner Bankier Karl Theodor Deichmann, Mitinhaber des Bankhauses Deichmann & Co., errichtet. Um das Haus mit eigenem Strom und Wasser zu versorgen, ließ der Bauherr auf dem Gelände eines ehemaligen Pochwerks zur Bleigewinnung im Tal (Lage→) ein Pumpenhaus mit einer ungewöhnlichen Wasser- und Stromversorgungsanlage bauen. Die gesamte Anlage ist heute noch im Originalzustand erhalten. Es ist ein Technisches Denkmal, das als Kleinkraftwerk den Beginn der Elektrifizierung der Eifel dokumentiert.[2]
- Das versteckt liegende Mundloch des Burgfeyer Stollens liegt unweit hiervon. Der Stollen wurde 1807 angegangen und reicht bis zum 7,45 km entfernten Dorf Dottel. Der Stollen entwässert heute noch den Mechernicher Bleiberg.[2]